# Superdollar
Een superdollar is een bijna perfecte vervalsing van een Amerikaans bankbiljet.
De Verenigde Staten beschuldigen Noord-Korea van de productie en de verspreiding van deze superdollars. Als motieven wordt opgegeven enerzijds dat het een bron van inkomsten is en anderzijds dat daarmee de Amerikaanse economie kan worden ondermijnd.
De biljetten zijn van een zeer goede kwaliteit. Ze worden vervaardigd met de beste kwaliteit inkt en papier. Ook de andere echtheidskenmerken zoals watermerk, veiligheidsdraad en rood en blauw veiligheidsvezel zijn zorgvuldig nagemaakt. Zelfs experts moeten biljetten zeer nauwkeurig onderzoeken om de vervalsing te ontdekken.
De Verenigde Staten ontdekten de vervalsingen voor het eerst eind jaren 80. Verschillende Noord-Koreanen die zijn gevlucht hebben het verhaal van deze operatie bevestigd. Zij stellen dat de biljetten worden gedrukt in Pyeongseong. Eén vluchteling had biljetten meegenomen en toonde die aan experts in Zuid-Korea. Die geloofden niet dat het vervalsingen betrof.
De verspreiding van superdollars zou veelal verlopen via Noord-Koreaanse diplomaten. Deze reizen naar hun buitenlandse bestemming voornamelijk via Moskou. Ook wordt de Britse criminele onderwereld in verband gebracht met de verspreiding in Ierland en het Verenigd Koninkrijk.
Rusland, China en Iran worden sinds begin jaren 90 ook genoemd als verdachten.